# BSC 1907 Sangerhausen
BSC 1907 Sangerhausen was een Duitse voetbalclub uit de stad Sangerhausen, Saksen-Anhalt. 

## Geschiedenis
De club werd in 1907 opgericht in Sangerhausen, dat toen nog tot de Pruisische provincie Saksen behoorde. Vanaf 1911 ging de club in de nieuwe Kyffhäuserse competitie spelen en eindigde daar laatste. Ook de volgende jaren kon de club geen potten breken. In 1916/17 werd de club overgeheveld naar de competitie van het Graafschap Mansfeld, echter fuseerde deze na één seizoen met de Kyffhäuserse.
Na de oorlog werd de Kyffhäuserse competitie als tweede klasse ondergebracht in de Kreisliga Saale. In 1922 werd de club kampioen en nam deel aan de eindronde om te promoveren, maar werd hier slechts vierde. In 1923 werden ze vicekampioen, maar na dit seizoen werd de Kreisliga ontbonden en werd de Kyffhäuserse competitie als Gauliga heropgewaardeerd tot hoogste klasse. Doordat geen enkele club in de Kreisliga speelde promoveerden bijna alle clubs naar de hoogste klasse. Na twee derde plaatsen kon de club in 1926 de titel veroveren. Om een onbekende reden was het Wacker Nordhausen dat naar de eindronde gestuurd werd. Dit jaar was er wel ook een eindronde voor vicekampioenen, waaraan Sangerhausen dan deelnam. De club had een bye in de eerste ronde en versloeg dan SpVgg 04 Thale en verloor dan van Cricket-Viktoria Magdeburg. De volgende jaren eindigde de club vaak in de subtop. In 1932 eindigden ze samen met Wacker Nordhausen op de eerste plaats. Er werd een finale gespeeld die Sangerhausen won, maar het was opnieuw Nordhausen dat naar de eindronde ging, wellicht ging deze al eerder van start en werd uit tijdsnood Nordhausen gestuurd. In 1933 werden ze met vier punten voorsprong op Nordhausen kampioen en deze keer mocht de club wel naar de eindronde, waar ze meteen verloren van FC Germania 1900 Halberstadt. 
Na dit seizoen werd de Gauliga ingevoerd als nieuwe hoogste klasse in het Derde Rijk. De talloze competities van de Midden-Duitse bond werden opgedoekt en vervangen door de Gauliga Sachsen en Gauliga Mitte. De clubs werden echter te zwak bevonden voor de hoogste klasse en voor de Bezirksklasse Halle-Merseburg plaatsten zich enkel de top twee, waaronder BSC. De club werd in het eerste seizoen afgetekend laatste en degradeerde naar de Kreisklasse Kyffhäuser en slaagde er niet meer in te promoveren. 
In 1945 werden alle Duitse voetbalclubs ontbonden. De club werd niet meer heropgericht. 